# Сьюзен Гаґґетт
Сьюзен Гаґґетт (29 червня 1954) — зімбабвійська хокеїстка на траві.
Олімпійська чемпіонка 1980 року.